# Kolberg Percussion
Kolberg Percussion – niemiecka firma produkująca instrumenty perkusyjne. Firma powstała w 1968r., założył ją Bernhard Kolberg, technik budowy maszyn i zarazem absolwent Wyższej Szkoły Muzycznej w Stuttgarcie, perkusista. Firma produkuje wszystkie instrumenty perkusyjne (w tym czelestę), pałki, krzesła dla perkusistów, tłumiki i inne akcesoria potrzebne perkusistom. Kolberg wynalazł werbel, w którym sprężynę włącza się pedałem, co znacznie ułatwia pracę w utworach, w których nie ma czasu na ręczne jej napinanie. Firma oferuje dożywotnią gwarancję, każdy instrument niezależnie od daty zakupu w razie usterki jest naprawiany w serwisie. Firma na stałe współpracuje z Remo, co oznacza, że na membranofonach tej firmy znajdują się naciągi Remo.